# 拉什利山脈
77°54′S 159°33′E / 77.900°S 159.550°E
拉什利山脈（英語：Lashly Mountains）是南極洲的山脈，位於奧次地，最高點是海拔高度2,550米的里林山，由英國的探險隊發現，現時由南極條約體系管理。